# موريس فلين
موريس فلين (بالإنجليزية: Maurice Flynn)‏ هو صحفي ومذيع أيرلندي، ولد في 12 يونيو 1976 في Blackstairs Mountains ‏ في جمهورية أيرلندا.